# Carijona
Carijona (Karihona), indijanski narod karipske porodice iz jugoistočne Kolumbije. Sastoje se od nekoliko podskupina, koje se ponekad nazivaju plemenima ili klanovima, od kojih su se neki izgleda osamostalili. Među tim plemenima ili klanovovima postoji više dijalekata kojima oni govore. 
Najvažnije podskupine su im Hianacoto (orao) s rijeke Cunare, za koje se kažu da su imali osam kuća; Tsahatsaha, na rijekama Cunary i Mesay, s tri kuće; Mahotoyana (vatra), na rijeci Macaya; Caicuchana ili Caikuchana, (jaguar), s četiri kuće na rijeci Apaporis.
Njihova populacija (1915, kada ih je studirao Whiffen) iznosila je 25 000, a to su posljednji izvještaji objavljeni o njima. Poznati su po tome što su s plemenom Huitoto trgovali s otrovom kojim se premazuju strelice puhaljke.
Oni su navodno bili ratoborni nomadski ljudožderi, ali je za njih poznato da su sjedilačko pleme koje živi u velikim komunalnim nastambama za više obitelji i bavi se uzgojem gorke manioke, i drugogga bilja koje su sadili po vrtovima dobivenim metodom posijeci-i-spali. Ostale kulture su banana, slatki krumpir, tikve, ananas, jam, mango, kukuruz, papaja, šećerna trska, duhan, koka, čili papričice.
Lov je također najvažnija akrtivnost muškaraca i važan u prehrani. Lovi se puhaljkama i lukom i strijelom, a nazastupljenija lovina su pekari, tapiri, kajmani, majmuni, razne vrste ptica, aguti i pasanci (armadilo). Nakon što su dobili puške počeli su i njih koristiti u lovu.
Ribolov je također od velike važnosti. I tu se koriste raznim metodama, uz luk s dugim strijelama i račvasta koplja, upotrebi su i otrovi, i u novije vrijeme metalne udice i ručne mreže.
Od domaćih životinja imaju pse, od kojih neke drže kako ljubimce, a druge za lov. Imaju i udomaćene majmune i papige, a danas drže uz njih i kokoše, patke, svinje i drugo, ali nijednu od tih životinja ne koriste za jelo.
U vrijeme studije ovog plemena, i muškarci i žene hodali su goli, izuzetak je pojas koji su nosili muškarci.